# Augusto Rotoli
Augusto Rotoli (Roma, 17 gennaio 1847 – Boston, 26 novembre 1904) è stato un compositore italiano.

## Biografia
Allievo del maestro Ludovico Lucchesi dell'Ospizio di San Michele in Roma diventa un ottimo cantore, con voce di soprano, e all'età di dieci anni viene preso nell'organico della Cappella Giulia.
Dopo il mutamento della voce, diplomatosi all'Accademia di Santa Cecilia, si specializza nello studio del pianoforte, dell'organo e poi nella composizione. Dopo Spera!, la sua prima canzone, che verrà pubblicata da Ricordi nel 1872, è una continua ascesa professionale. L'anno seguente viene insignito del titolo di Cavaliere dell'Ordine della Croce dalla Regina Maria Pia di Savoia, e poi la Regina Margherita lo nomina suo personale maestro di canto.
La sua professione di insegnante di canto si affianca alla professione di cantante, un tenore ricercato negli ambienti dei salotti, interprete fine e tecnico, tanto da suscitare un buon riscontro di critica. Il suo timbro si può definire di tenore lirico leggero.
Diventa un celebre compositore di canzoni e brani popolari, è famoso in particolare per Mia sposa sarà la mia bandiera (con il titolo originario La mia bandiera), brano cantato dai più grandi interpreti quali: Enrico Caruso, Beniamino Gigli, Fernando De Lucia, Tancredi Pasero, Cesare Siepi, Ettore Bastianini, Afro Poli e molti altri.
A Roma è molto attivo in concerti annuali che passano alla storia, a fianco di notevoli musicisti e compositori.
Fu amico di Francesco Paolo Tosti che lo introdusse presso gli ambienti culturali di Londra.
Era anche un ottimo insegnante di canto, professione che esercitava prima a Roma e poi a Boston negli Stati Uniti, dove si trasferì nel 1875.

## Composizioni
Fra le sue composizioni da camera più famose si possono citare: 
- Mia sposa sarà la mia bandiera (composta per il baritono Antonio Cotogni)
- Spera! (sua prima canzone pubblicata con Ricordi),
- La gondola nera,
- Fate la carità,
- Marinaro,
- Aimons!,
- Amor fa morire (testo di S.Nurisio),
- Fiorin del prato[1](canzone montanina) - Edizioni Lucca, stampata anche all'estero da R.Mills & Sons London
- L'alba(testo di R.Salustri),
- Vele nere! (su testo di Giosuè Carducci),
- Ho pianto tanto in sogno,
- Fior di gaggia,
- Il fiore che langue.

### Composizioni sacre
- Messa da Requiem in Do Maggiore A 4 voci (1878),
- Salmo Elegiaco per baritono, coro e orchestra (1878).

A Boston, da The Boston Music Company fece pubblicare alcune sue canzoni, anche a carattere spirituale, tra cui Jesus only nel 1895 e Crossing the Bar.